# Inhambane
Inhambane er en by syd i Mozambique, ved Inhambane-bugten. Den er hovedby i provinsen Inhambane og har en befolkning på 77.000 indbyggere.
Den blev grundlagt af swahiliske handelsmænd, og byen voksede som en havn for handel med slaver og elfenben i det 18. århundrede, hovedsageligt under indisk kontrol. Det blev ødelagt i 1834 af Soshangane, men voksede raskt i den anden halvdel af århundredet, hvor periodens katedral og gamle moske er fra. En jernbane blev bygget, men den forfaldt senere.
Byen har nu et museum og et marked og er kendt for sine nærliggende strande.